# زديتنكفيه
اختراع زديتنكفيه GmbH (شركة Sudeten Spring Ltd.) في أواخر عام 1938 وتم تأسيسها رسميًا في أبريل 1939 (قبل عدة أشهر من غزو بولندا )، كمنتج للمياه المعدنية في السوديت خلال الحرب العالمية الثانية. لتطوير ينابيع الاستغلال الجماعي، افتتح معسكر للعمل القسري في الأراضي التشيكية في أغسطس 1942 في بلدة Korunní [الإنجليزية] البوهيمية الغربية (بالألمانية: Krondorf-Sauerbrunn). كان معسكرًا فرعيًا لـ معسكر اعتقال فلوسنبرج. بحلول عام 1944، اشترت شوتزشتافل (SS) 75 في المئة من منتجي المياه المعدنية في ألمانيا وكانوا يعتزمون الحصول على احتكار. 

## اقتباسات
1. ↑  Longerich 2012.